# Наводницкая площадь

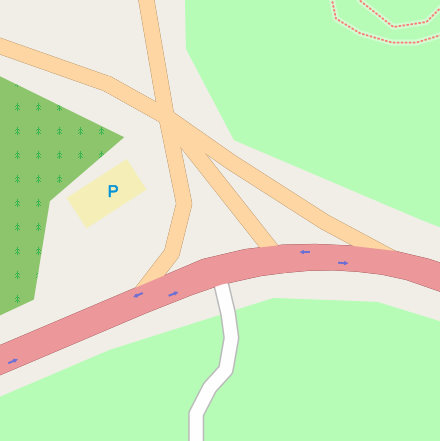
Площадь на карте города

Наводницкая площадь (до 2022 года — площадь Героев Великой Отечественной войны) — площадь в Печерском районе города Киева. Расположена между бульваром Николая Михновского, Старонаводницкой и Лаврской улицами.
В качестве площади оформилась в середине XX века, и имела название Наводницкая площадь, от местности Наводничи. Название в честь Великой Отечественной войны носила с 1975 по 2022 год. После начала вторжения России на Украину площади вернули историческое название Наводницкая.
Рядом с площадью находятся Печерский ландшафтный парк и Национальный музей истории Украины во Второй мировой войне.